# Eupsittula
Eupsittula – rodzaj ptaków z podrodziny papug neotropikalnych (Arinae) w rodzinie papugowatych (Psittacidae).

## Zasięg występowania
Rodzaj obejmuje gatunki występujące w Ameryce.

## Morfologia
Długość ciała 21,5–28 cm; masa ciała 68–102 g.

## Systematyka

### Etymologia
- Petacula: prawdopodobnie przejęzyczenie nazwy Psittacula (por. łac. petax, petacis „chciwy”, od petere „dążyć do”; przyrostek zdrabniający -ula)[5]. Gatunek typowy: Psittacus canicularis Linnaeus, 1758; nomen nudum.
- Eupsittula: gr. ευ eu „dobry”; nowołac. psittula „papużka”, od zdrobnienia gr. ψιττακη psittakē „papuga”[6].
- Eupsittaca: gr.  eu „dobry, piękny”; ψιττακη psittakē lub ψιττακος psittakos „papuga”[7]. Nowa nazwa dla Eupsittula Bonaparte, 1853.

### Podział systematyczny
Takson wyodrębniony na podstawie danych sekwencji DNA z Aratinga. Do rodzaju należą następujące gatunki:
- Eupsittula aurea (J.F. Gmelin, 1788) – konura brazylijska
- Eupsittula canicularis (Linnaeus, 1758) – konura pomarańczowoczelna
- Eupsittula nana (Vigors, 1830) – konura oliwkowa
- Eupsittula pertinax (Linnaeus, 1758) – konura brązowogardła
- Eupsittula cactorum (Kuhl, 1820) – konura kaktusowa